# 2-Step
2-Step (auch 2-Step-Garage, Two-Step) ist ein Stil der britischen elektronischen Musik und Subgenre des UK Garage. Two Step vermischt funkige Breakbeats mit der Ästhetik von Garage House und Einflüssen von Dub.

## Charakteristik
Im Unterschied zum Vorläuferstil Speed Garage wird kein House-typischer 4-to-the-floor-Rhythmus, sondern 2-Step-Rhythmen eingesetzt. Obgleich solche auch in anderen Genres wie Drum and Bass verwendet werden, wurde der Stil nach diesem Rhythmus benannt.
Vereinfacht gesehen kann man das Beatmuster von Two Step und House wie folgt unterscheiden (Angaben in 1/8 Schritten):
Two Step:
| Kick:  |  |  |  |  |  | X | _ | _ | _ | _ | X | _ | _ |
| Snare: |  |  |  |  |  | – | – | X | – | – | – | X | – |

House:
| Kick:       | X | – | X | – | X | – | X | – |
| Hand Claps: | – | – | X | – | – | – | X | – |

Stilprägend ist der für Breakbeats ungewöhnliche, aber House-typische extreme Shuffle der Beats. Durch die im Gegensatz zu anderen Breakbeatstilen wie Drum and Bass unregelmäßige Verschiebung der Zählzeiten (siehe Synkope) – meist bei einem auch für House typischen 4/4-Takt in einem Tempo von ca. 130 BPM – entsteht der charakteristische Groove dieser Musik. Das Beatmuster kann folglich stark von dem oben angegebenen Grundschema abweichen.
Die Breakbeats werden oft von einer sehr tiefen, dubbigen Bassline untermalt.
Ein fester Bestandteil sind (weibliche) Vocals. Sie entstammen häufig R&B-Produktionen. Teilweise werden sie auch stark zugeschnitten verwendet.

## Geschichte
Als Vorläufer des Stils gilt die schnelle House-Variante Speed Garage. Two Step zählt neben Drum and Bass, Jungle, Speed Garage, Grime und Dubstep zu den britischen Stilentwicklungen der (elektronischen) populären Musik.
Als Prototyp des 2-Step gilt der Kelly G Bump-N-Go Mix von Tina Moores R&B-Song Never Gonna Let You Go des Chicagoer House-Produzenten Kelly Griffin aus dem Jahr 1995. Der Remix war auch im Vereinigten Königreich beliebt. 1997 erschien daher ein Re-Release, das Platz 7 der UK-Single-Charts und Platz 1 der UK-Dance-Charts erreichte. Vorherrschend war zu dieser Zeit aber noch Speed Garage. Als wichtiger Entwicklungsschritt hin zum 2-Step ist Destiny von Dem 2 (1996/97) zu sehen. Beliebtheit erreichte 2-Step in Großbritannien vor allem durch ein großflächiges Netz an Piratensendern, die diesen Stil schnell aufnahmen und bekannt machten. Sehr verbreitet waren Remixe von amerikanischen und britischen Rhythm-and-Blues-Künstlern, beispielsweise für Craig David (Remix von Artful Dodger, 1999), die dem Stil einen zusätzlichen Schub verschafften. Weitere bekannte Produzenten sind unter anderem Zed Bias, MJ Cole und Wookie. In einem im April 1999 erschienenen Artikel merkte der Musikjournalist Simon Reynolds an, dass der aufstrebende neue Stil in der Szene unter dem Namen Two-Step bekannt sei. Der Name war zu diesem Zeitpunkt im Mainstream noch wenig bekannt. Von 1999 bis 2001, insbesondere im Jahr 2000, war 2-Step auf dem Höhepunkt seiner Popularität und erreichte zahlreiche Platzierungen in den UK-Charts.
In Deutschland und Europa konnte sich neben vereinzelten Charterfolgen und einem kurzen Hype im Jahr 2000 keine größere Szene etablieren. In Deutschland sind die bekanntesten Vertreter das Gush Collective, eine Gruppe von Produzenten aus Dortmund, Essen und Düsseldorf, zu denen unter anderem Herb LF, Yoshino und Nordstadt Union gehören. Allerdings ist ihre Musik in Großbritannien bekannter als in ihrer Heimat. Viele ihrer Tracks wurden dort zu gefeierten Club-Erfolgen.
Mittlerweile hat die Bedeutung von Two Step als Genre sowohl in Großbritannien als auch international stark abgenommen, eine lebendige Szene existiert kaum noch. Die ebenfalls teilweise im Garage wurzelnden Genres Grime und Dubstep tauchten auf der Bildfläche auf, vor allem Dubstep konnte immer größere Aufmerksamkeit auf sich ziehen. Es entstand eine wachsende Szene, die sich von den verschiedenen Breakbeat-Genres und mehr und mehr auch von Garage emanzipierte und einen sehr eigenständigen und vielseitigen Sound hervorbrachte. Simon Reynolds begreift diese Entwicklung als Teil eines „Hardcore-Kontinuums“.

## Stiltypische Tracks
- Indo – R U Sleeping (Bump 'N' Flex Vocal), 1997
- Roy Davis Jr. – Gabriel (Live Garage Version), 1997
- MJ Cole – Sincere, 1998
- Shanks & Bigfoot – Sweet Like Chocolate, 1998
- Artful Dodger feat. Craig David – Re-Rewind, 1999
- DJ Luck & MC Neat – A Little Bit of Luck, 1999
- Horse Power Productions – When You Hold Me, 2000
- Yoshino feat. Tikiman – Make Ya Gwan So, 2000
- Daniel Bedingfield – Gotta Get Thru This (D'N'D Full Length Version), 2001
- Sticky vs. Ms. Dynamite – Boo, 2001
- The Streets – Has It Come to This, 2001